# Kohout (kulle)
Kohout är en kulle i Tjeckien.   Den ligger i regionen Ústí nad Labem, i den norra delen av landet, 70 km norr om huvudstaden Prag. Toppen på Kohout är 589 meter över havet, eller 112 meter över den omgivande terrängen. Bredden vid basen är 1,5 km. Kohout ingår i České Středohoří.
Terrängen runt Kohout är huvudsakligen lite kuperad.Runt Kohout är det ganska glesbefolkat, med 43 invånare per kvadratkilometer. Närmaste större samhälle är Děčín, 10,6 km nordväst om Kohout. Omgivningarna runt Kohout är en mosaik av jordbruksmark och naturlig växtlighet.